# Michael Duberry
Michael Wayne Duberry (ur. 14 października 1975 w Enfield Town w Londynie) – angielski piłkarz występujący na pozycji obrońcy. Obecnie gra w Oxford United.

## Kariera klubowa
Michael Duberry zawodową karierę rozpoczynał w 1993 roku w Chelsea. Podczas sezonu 1995/1996 został wypożyczony do AFC Bournemouth, dla którego rozegrał siedem ligowych spotkań. Po zakończeniu rozgrywek Anglik powrócił do Chelsea. Razem z ekipą „The Blues” wywalczył między innymi Puchar Anglii w 1997 roku oraz Puchar Ligi Angielskiej, Puchar Zdobywców Pucharów i Superpuchar Europy w 1998 roku.
Dla Chelsea Duberry rozegrał łącznie 87 meczów w Premier League, po czym w 1999 roku za 4,5 miliona funtów odszedł do Leeds United. Tam jednak do gry w defensywie kandydowali między innymi Jonathan Woodgate, Dominic Matteo i Rio Ferdinand. W drużynie „The Whites” angielski obrońca także nie mógł więc liczyć na grę w podstawowym składzie i przez pięć sezonów pełnił rolę rezerwowego. Leeds w międzyczasie dotarło do półfinału Ligi Mistrzów, jednak Duberry w rozgrywkach tych zaliczył wówczas tylko dwa występy. Po sprzedaniu przez Leeds swoich najlepszych piłkarzy w defensywie Leeds zaczęli grać młodzi Frazer Richardson i Matthew Kilgallon. Duberry częściej na boisku pojawiał się podczas rozgrywek 2003/2004, kiedy to na kontuzje narzekał Lucas Radebe. W sezonie 2004/2005 Anglik został wypożyczony do Stoke City, gdzie wreszcie udało mu się przebić do wyjściowej jedenastki.
Wychowanek Chelsea powrócił jeszcze do Leeds, jednak latem 2005 roku na stałe przeniósł się do zespołu „The Potters”. Dobra gra Duberry’ego w The Championship zaowocowała transferem do beniaminka Premier League – Reading, do którego doszło 31 stycznia 2007 roku. Działacze „The Royals” zapłacili za angielskiego zawodnika 800 tysięcy funtów. Duberry w nowym klubie ligowy debiut zaliczył 24 lutego w przegranym 2:1 spotkaniu przeciwko Middlesbrough. W sezonie 2007/2008 ze swoim zespołem spadł z Premier League. 10 lipca 2009 roku Anglik przeszedł do Wycombe Wanderers. Grał tam do lutego 2010 roku, po czym przeszedł do szkockiego St. Johnstone.